# Sviatopolk I de Kíev
Sviatopolk I, conegut també com a Sviatopolk el Maleït, (en ucraïnès Святополк Окаяний, en rus, Святополк Окаянный) (vers 980-1019), va ser príncep (Kniaz) de Turov (988-1015) i Gran Príncep (Velikii Kniaz) de la Rus de Kíev entre 1015 i 1019.

## La seva infància
Moltes dades sobre la vida de Sviatopolk, com ara bé els seus antecedents i la relació amb els seus germans, es troben en dubte per les contradiccions existents entre les diverses fonts. Així, segons algunes cròniques, Sviatopolk va ser ell fill més gran del príncep Vladímir I. La seva mare havia estat una monja grega capturada per Sviatoslav I a Bulgària i casada amb el seu hereu legítim, Iaropolk I. Quan Iaropolk fou assassinat pel seu germà, Vladímir, aquest raptà a la dona i poc temps després (segons algunes fonts, massa aviat), donà a llum a un nen.
Quan comptava amb vuit anys, Vladímir el deixà a càrrec del principat de Turov. Poc temps després, a més, el monarca fixà el matrimoni de Sviatopolk amb una filla del rei Boleslau I de Polònia. Aquesta s'establí a la ciutat amb Reinbern, l'únic bisbe de la desapareguda diòcesi de Kołobrzeg. Ambdós van esdevenir en poc temps un focus d'oposició a Vladímir, que es va veure reforçat per la insatisfacció que Sviatopolk mostrà envers el seu pare. Així, en pocs anys, i suposadament amb el suport del seu sogre Boleslau, començà a preparar la guerra contra Vladímir. Aquest però, s'assabentà de les intencions de Sviatopolk, i l'empresonà junt amb la seva esposa i el bisbe Reinbern. Aquest darrer acabaria morint a la presó.

## La seva vida segons les cròniques de la Rus

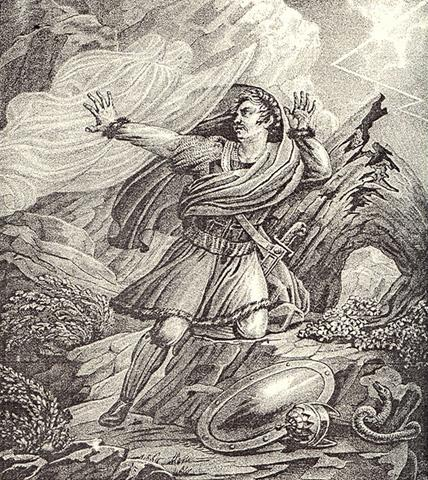
La mort de Sviatopolk, per Borís Txorikov

Poc abans de la mort de Vladímir, Sviatopolk fou alliberat i enviat a Vyshhorod, a pocs kilòmetres de Kíiv, com a governant del territori. En morir Vladímir, la cort amagà el fet a Sviatopolk, conscient que aquest podia reclamar el tron com a hereu del príncep. Tot i així, la mort de Vladímir arribà a les seves oïdes, i marxà ràpidament a Kíiv per prendre immediatament el poder.
Els ciutadans de Kíev no van mostrar gaire afecte per Sviatopolk. Per millorar la seva imatge, el nou príncep va decidir distribuir importants presents entre la població, alhora que, segons algunes cròniques, procurà desfer-se dels seus germans, alguns dels quals ja reivindicaven els seus drets al tron de la Rus. Qui donà més batalla fou el príncep Borís, atès que havia estat a càrrec de la Druzhina (Guàrdia Personal) de Vladímir i l'exèrcit, alhora que comptava amb un gran suport popular. Conscient d'aquest perill, i segons la Primera Crònica Russa, Sviatopolk envià els seus homes per assassinar-lo, i, tot seguit, ordenà les morts de dos germans més, Gleb i Sviatoslav.
Tot i que les guerres entre membres d'una mateixa família no eren inusuals a l'època, la represàlia tan forta i a sang freda que portà a terme Sviatopolk li va fer valer el sobrenom del Maleït. A més, la notícia dels assassinats s'escampà ràpidament per tota la Rus, fins a arribar a oïdes del germà menor, Iaroslav, príncep de Nóvgorod. En poc temps, i amb el suport dels ciutadans d'aquesta ciutat i dels varegs residents al país, es llançà a la guerra contra Sviatopolk. La batalla de Liubech tingué lloc a poca distància de Liubech, a la riba del Dnièper en 1016. En aquesta, Sviatopolk va ser derrotat i marxà exiliat cap a Polònia.
Ajudat pel seu sogre, que encara li donava confiança, Sviatopolk tornà poc després a la Rus, tot derrotant a Iaroslav en la batalla del riu Buh i apoderant-se de Kíiv el 1018. Sviatopolk va mantenir llavors el poder gràcies a l'ajuda militar polonesa, però mesos més tard, Boleslau retirà els seus homes del país. En el seu camí de tornada, fins i tot, les tropes poloneses va atacar i conquerir algunes contrades, com ara bé la Rutènia Roja.
En paral·lel, el batlle de Nóvgorod, Konstantin Dobrynich, i altres ciutadans notables de la ciutat van convèncer a Iaroslav per reprendre la guerra contra Sviatopolk un cop més. Decidit, el jove germà atacà Kíiv i obligà a fugir a Sviatopolk a les estepes, on formà una aliança amb els petxenegs. Junt amb aquests i els seus partidaris, Sviatopolk tornà a atacar a Iaroslav, enfrontant-se a ell a les ribes del riu Alta. En aquesta batalla però, fou novament derrotat i es va veure obligat a fugir, ara ja definitivament, a Polònia. Segons les cròniques russes però, mai arribà a aquest país, ja que morí durant el camí.

## La seva vida segons cròniques estrangeres
Les investigacions realitzades durant el segle XX han modificat lleugerament les tradicionals fites de la vida del príncep Sviatopolk. Així, per exemple, hom considera que fou Borís qui succeí inicialment a Vladímir I, mentre Sviatopolk es trobava, encara llavors, a la presó.
En aquesta línia de revisió, una saga nòrdica coneguda com a Eymund, que forma part de la Yngvars saga víðförla, culpa a Iaroslav el Sabi de l'assassinat del seu germà, Burizlaf, sense aclarir si aquest era Borís, Sviatopolk o, fins i tot, el rei polonès Boleslau I, conegut també com a Burizlaf en algunes sagues. Així, doncs, segons aquestes fonts, Sviatopolk pujà al poder després de l'assassinat de Borís, i durant el seu regnat tractà de fer front a Iaroslav a la vegada que buscà jutjar i castigar els agents culpables de la mort del seu germà.
La crònica de Thitmar de Merseburg, mort el 1018, podria ser l'únic relat contemporani i imparcial dels fets, si no fos pels dubtes que planen sobre l'origen de les dades que en ella s'hi reflecteixen, probablement aportades pel mateix Sviatopolk durant el seu exili a Polònia. Certament però, el text és ambigu pel que fa a la culpabilitat del príncep en les morts dels seus germans. Un passatge de la crònica s'ha interpretat (tot i que poden haver diferents visions) com que Sviatopolk fugí de Kíiv immediatament després de la mort del seu pare. Però Thitmar assegura, en una altra part del text, que el rei Boleslau I no ajudà a Sviatopolk en la seva lluita contra Iaroslav fins a 1017, que coincideix amb la data donada per la Primera Crònica Russa per la primera derrota de Sviatopolk davant de Iaroslav. A més, per ajudar al príncep, Boleslau va aturar de forma sobtada una reeixida campanya contra l'emperador Enric II. Així, doncs, és poc probable que Sviatopolk fos present a la cort polonesa des de 1015 ni que rebés ajuda d'aquesta abans de 1017, quedant, per tant en una situació de debilitat que dona peu, a molts historiadors, a pensar que fou realment Iaroslav qui ordenà els assassinats de Borís i Gleb.